# Villaverde-Mogina
Villaverde-Mogina è un comune spagnolo di 78 abitanti situato nella comunità autonoma di Castiglia e León.